# Lanternin
Lanternin betecknar inom arkitektur en rund eller polygonal turell (litet torn) med fönster, som kröner ett tak eller en kupol. Inom modern arkitektur används ofta lanterniner för dagsljusinsläpp genom taket. Ett vanligt exempel på lanternin är ett glastak. Utformningen kan variera mycket och lanterniner har, utöver för ljusinsläpp, även använts i ventilationssyfte eller som ren utsmyckning.
Lanternin betecknar också den glastäckta överbyggnaden kring ljuskällan på en fyr.
Ordet kommer från italienska lanternino, diminutivform av lanterna (vilket i sin tur kommer från grekiska λάμπω, lampo, "lyser" - jämför "lampa").

## Bildexempel

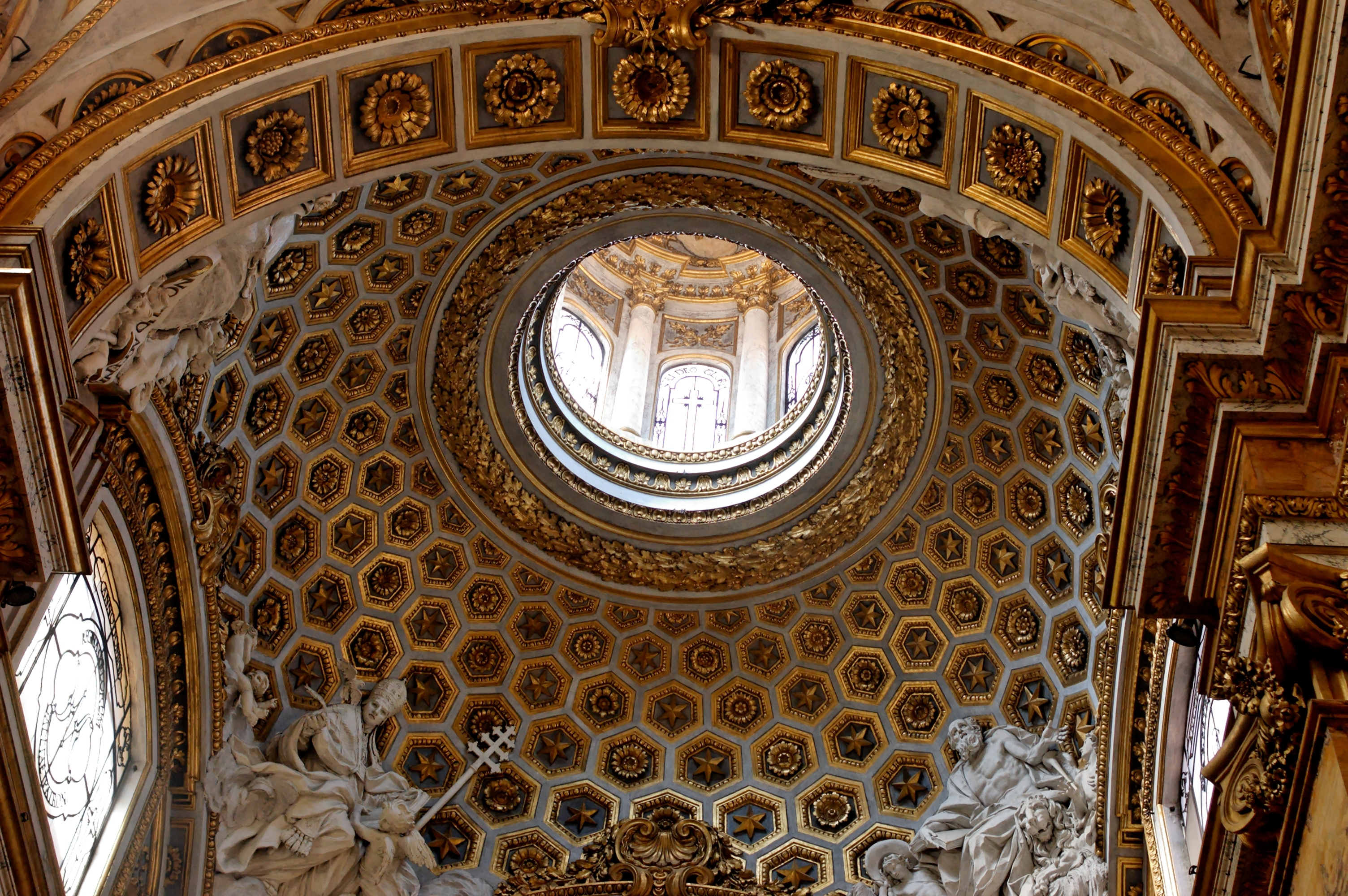
Klassisk lanternin på San Luigi dei Francesi.
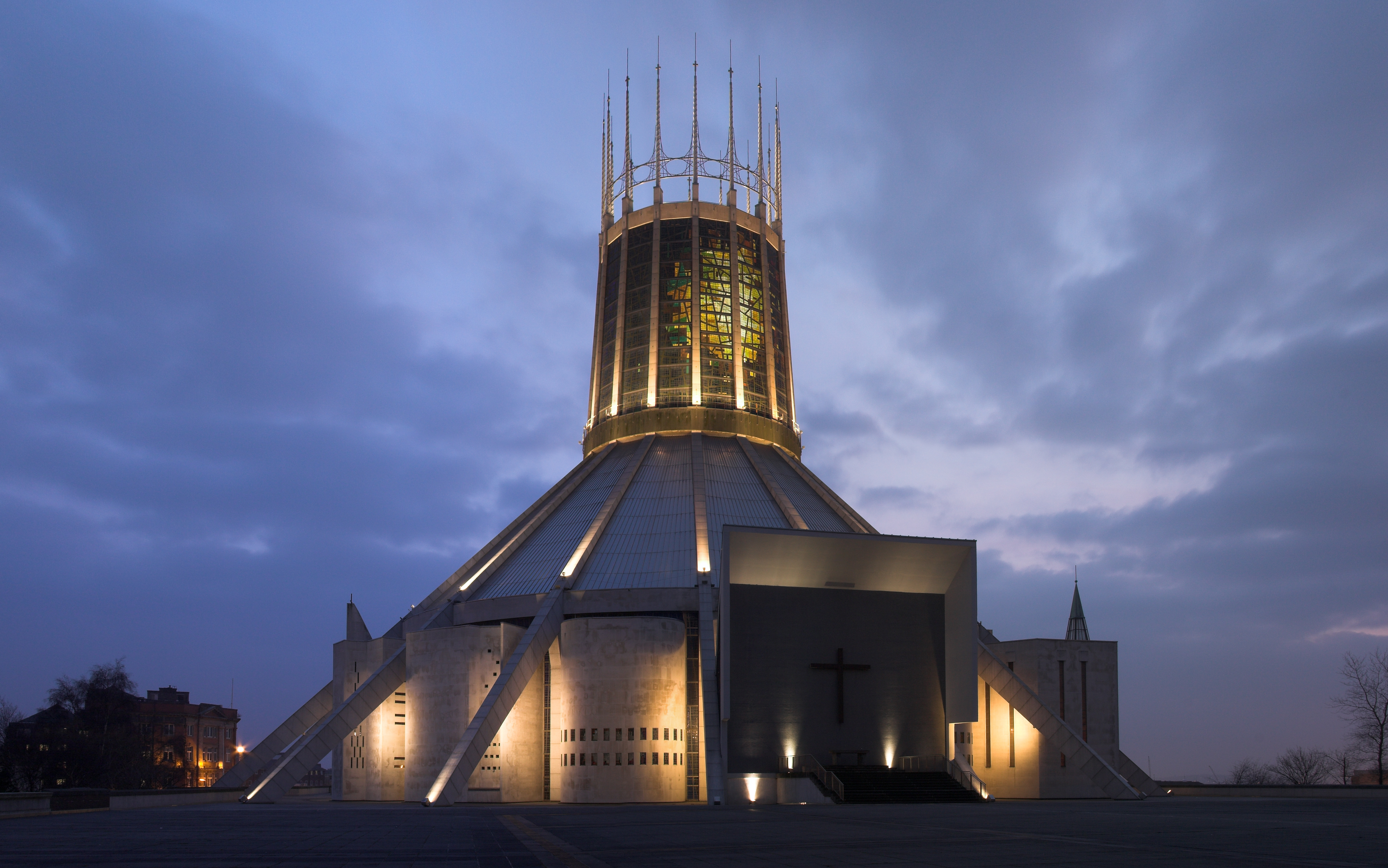
Den jättelika lanterninen på katolska Liverpool Metropolitan Cathedral, invigd 1967.
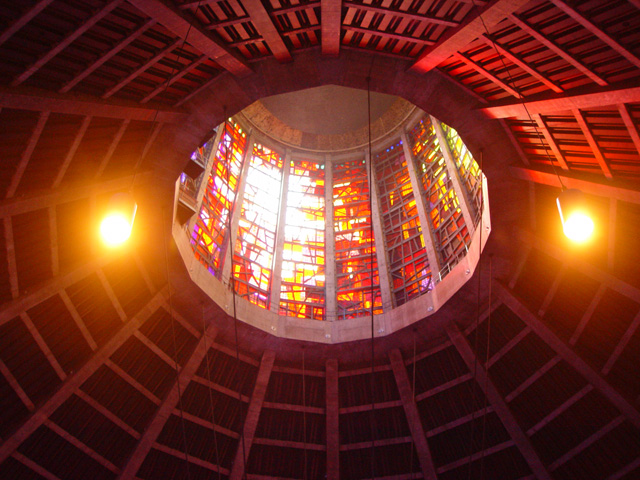
Liverpool Metropolitan Cathedrals lanternin sedd inifrån.
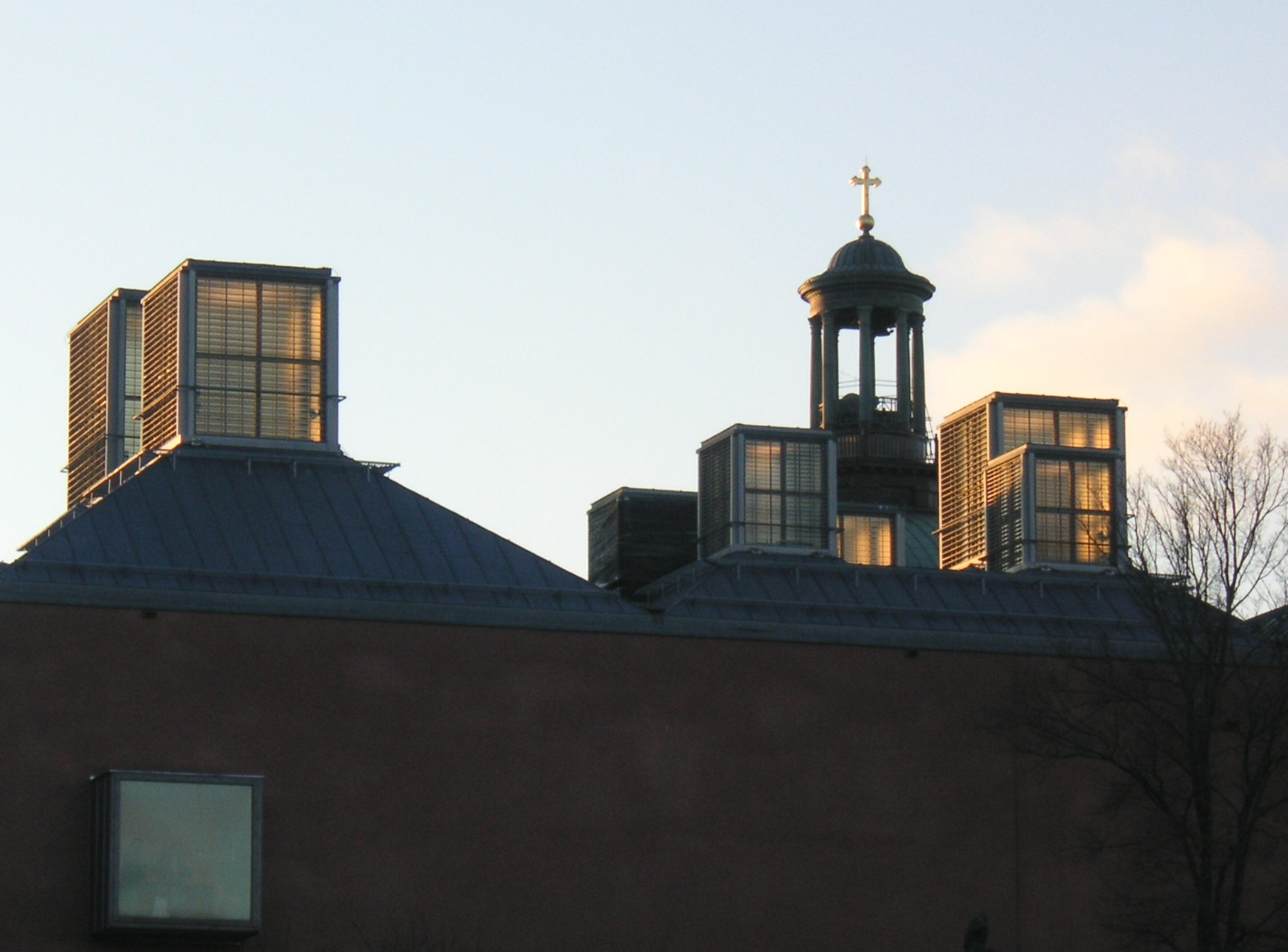
Lanterniner på Moderna museet, Stockholm. I bakgrunden Skeppsholmskyrkans lanternin.
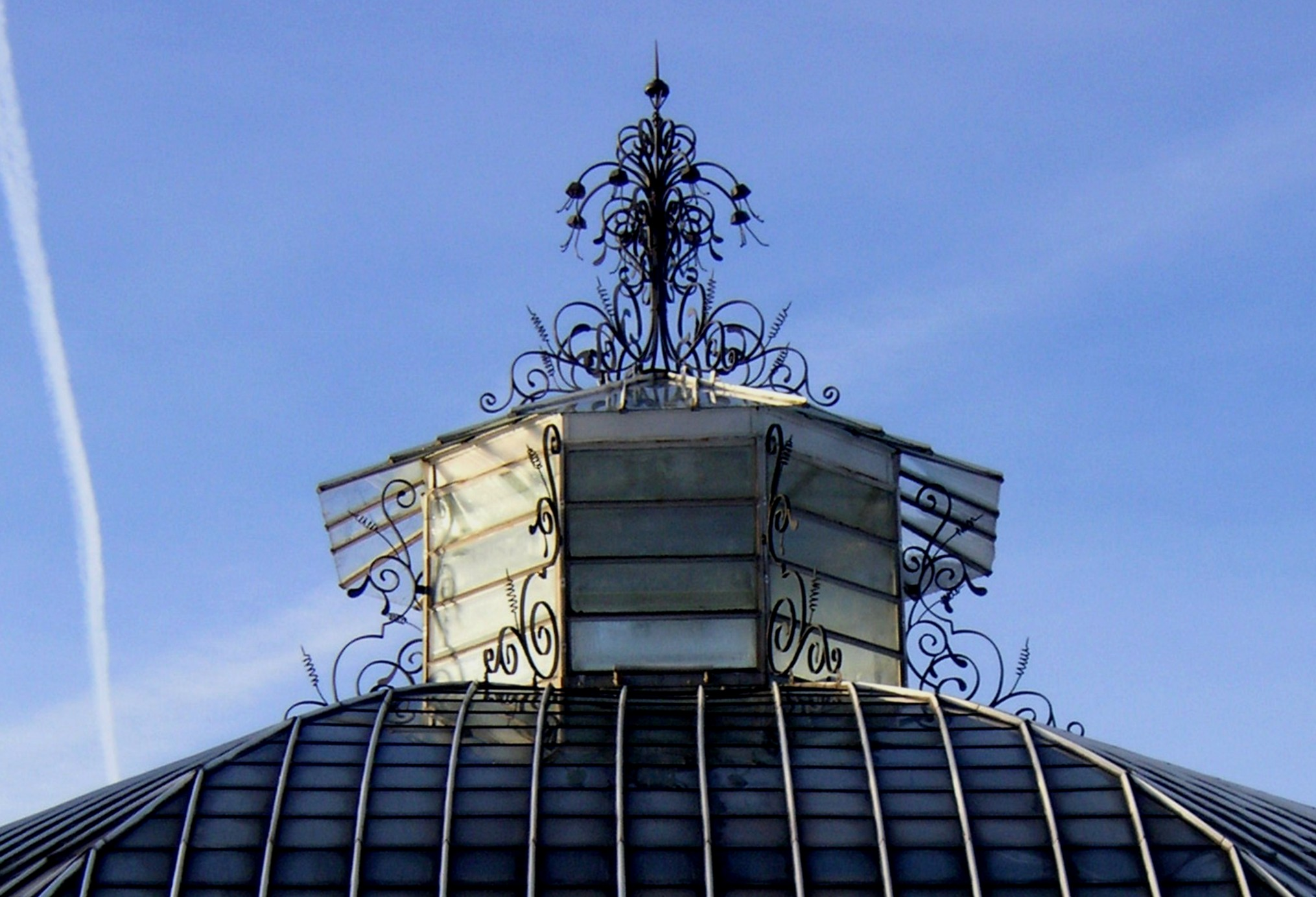
Victoriaväxthusets taklanternin i Bergianska trädgården i Stockholm.
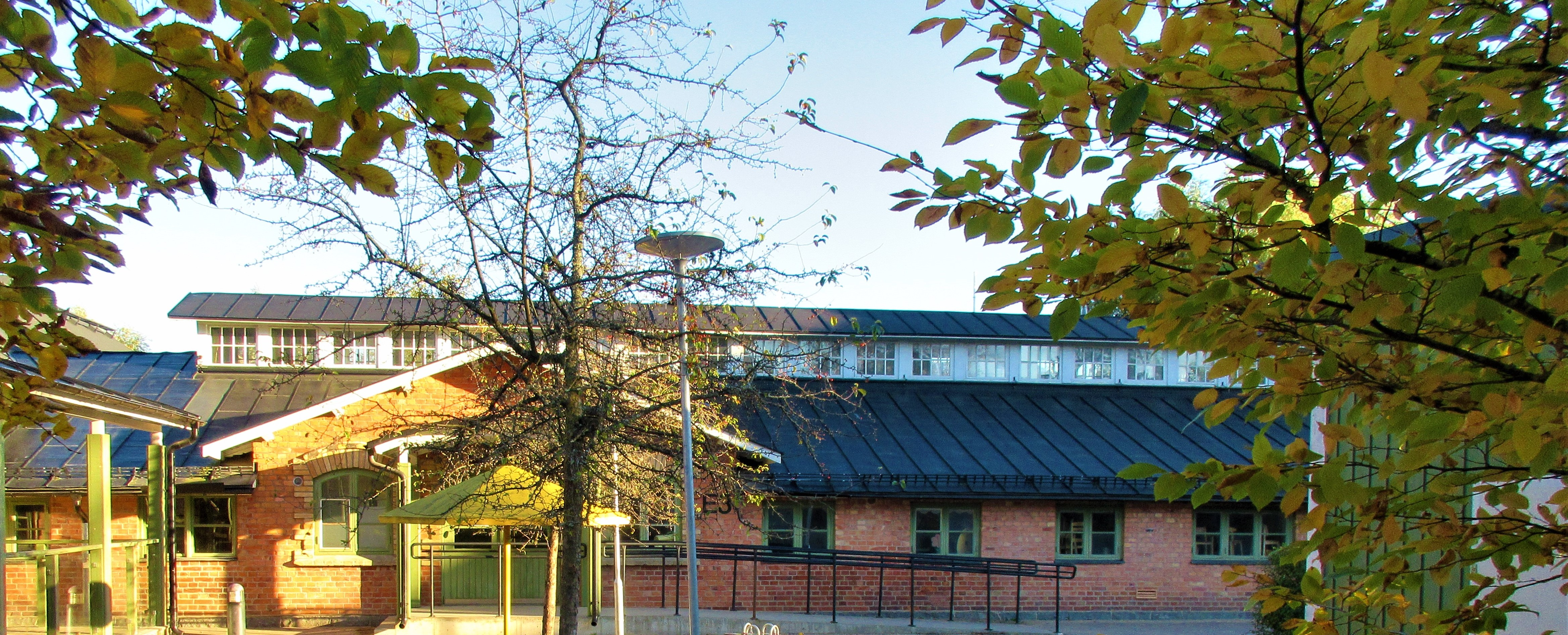
Förskolan Stallet vid Beckombergaskolan i Bromma. Stallet med sina lanterniner byggdes i tegel omkring 1890 av Knut Ljunglöf som mönsterladugård på Beckomberga bys gamla gårdstomt.
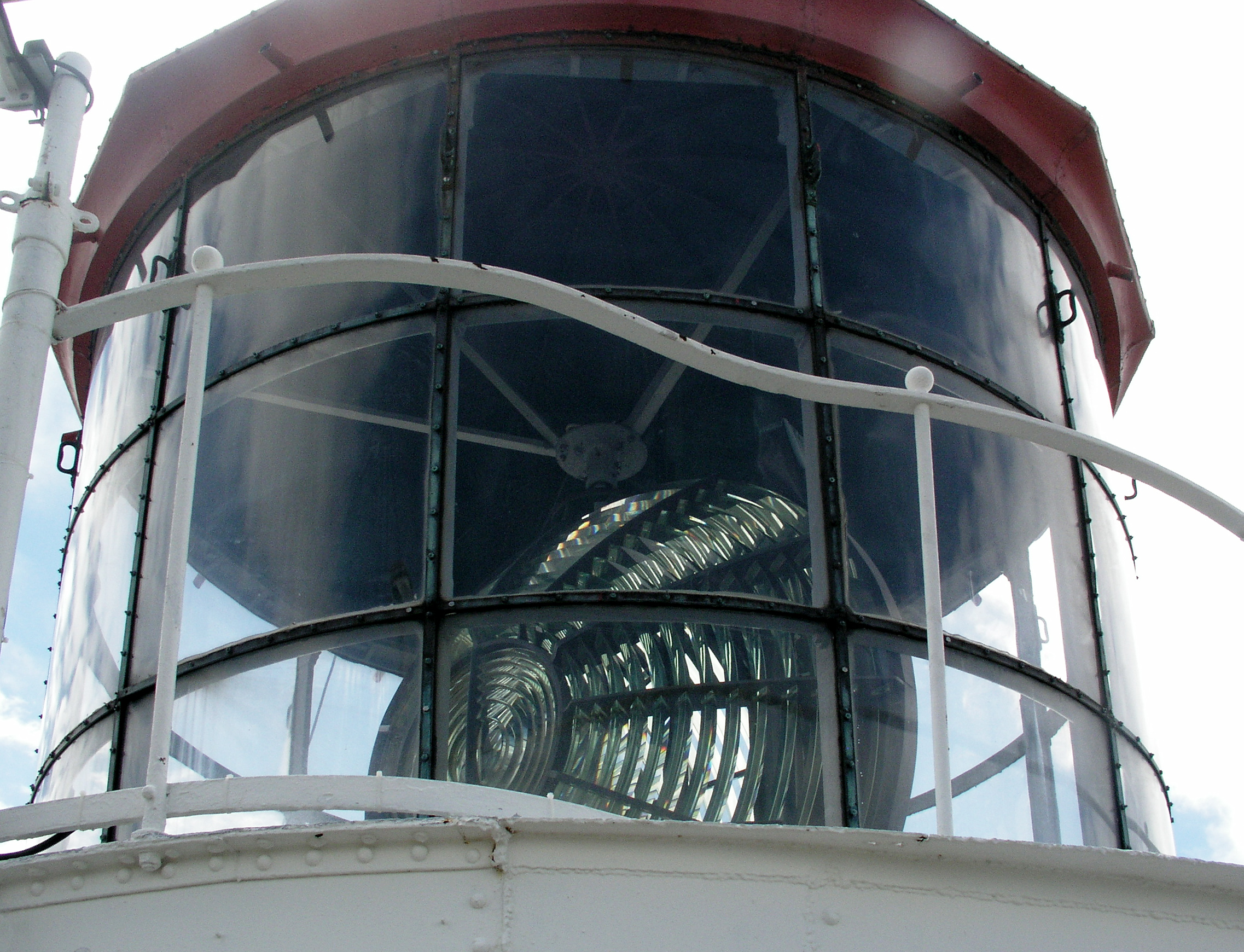
Lanterninen på fyren Långe Jan.